# Erton Fejzullahu
Erton Fejzullahu est un footballeur international suédois puis kosovar, né le 9 juin 1988 à Mitrovica. Il évolue au poste d'attaquant.

## Palmarès
- Mjällby AIF
  - Champion de deuxième division suédoise en 2009.

## Statistiques
| Saison    | Club                 | Pays                 | Championnat         | Coupes nationales | Coupes d'Europe | Suède             |
| --------- | -------------------- | -------------------- | ------------------- | ----------------- | --------------- | ----------------- |
| 2007      | Mjällby AIF          | Superettan           | 22 matchs / 5 buts  | ?                 | -               | -                 |
| 2008      | Mjällby AIF          | Superettan           | 23 matchs / 6 buts  | ?                 | -               | -                 |
| 2009      | Mjällby AIF          | Superettan           | 14 matchs / 13 buts | ?                 | -               | -                 |
| 2009-2010 | NEC Nimègue          | Eredivisie           | 29 matchs / 3 buts  | 4 matchs / 1 but  | -               | -                 |
| 2010-2011 | NEC Nimègue          | Eredivisie           | 8 matchs            | 1 match           | -               | -                 |
| 2010-2011 | Randers FC           | SAS Ligaen           | 7 matchs            | -                 | -               | -                 |
| 2011      | Mjällby AIF          | Allsvenskan          | 6 matchs            | -                 | -               | -                 |
| 2012      | Mjällby AIF          | Allsvenskan          | 15 matchs / 6 buts  | -                 | -               | -                 |
| 2012      | Djurgårdens IF       | Allsvenskan          | 13 matchs / 7 buts  | 1 match / 2 buts  | -               | -                 |
| 2013      | Djurgårdens IF       | Allsvenskan          | 26 matchs / 7 buts  | 7 matchs / 5 buts | -               | 3 matchs / 1 but  |
| 2014      | Djurgårdens IF       | Allsvenskan          | 13 matchs / 8 buts  | 2 matchs / 1 buts | -               | 2 matchs / 2 buts |
| 2014-2015 | Beijing Guoan        | Chinese Super League | 14 matchs / 7 buts  | 1 match / 1 but   | -               | 2 matchs / 2 buts |
| 2015-2016 | Beijing Guoan        | Chinese Super League | 17 matchs / 5 buts  | 2 matchs / 1 but  | (CL) 6 matchs   | -                 |
| 2016-2017 | Dalian Transcendence | Chinese League One   | -                   | -                 | -               | -                 |

Dernière mise à jour le 26/02/2017